# 皮爾遜 (愛荷華州)
皮爾遜（英語：Pierson）是一個位於美國愛荷華州伍德伯里縣的城市。

## 地理
皮爾遜的座標為42°32′41″N 95°52′07″W / 42.54472°N 95.86861°W，而該地的平均海拔高度為390米（即1280英尺）。

## 人口
根據2010年美國人口普查的數據，皮爾遜的面積為1.61平方千米，當中陸地面積為1.61平方千米，而水域面積為0.00平方千米。當地共有人口366人，而人口密度為每平方千米227人。